# System Wallmannsberger

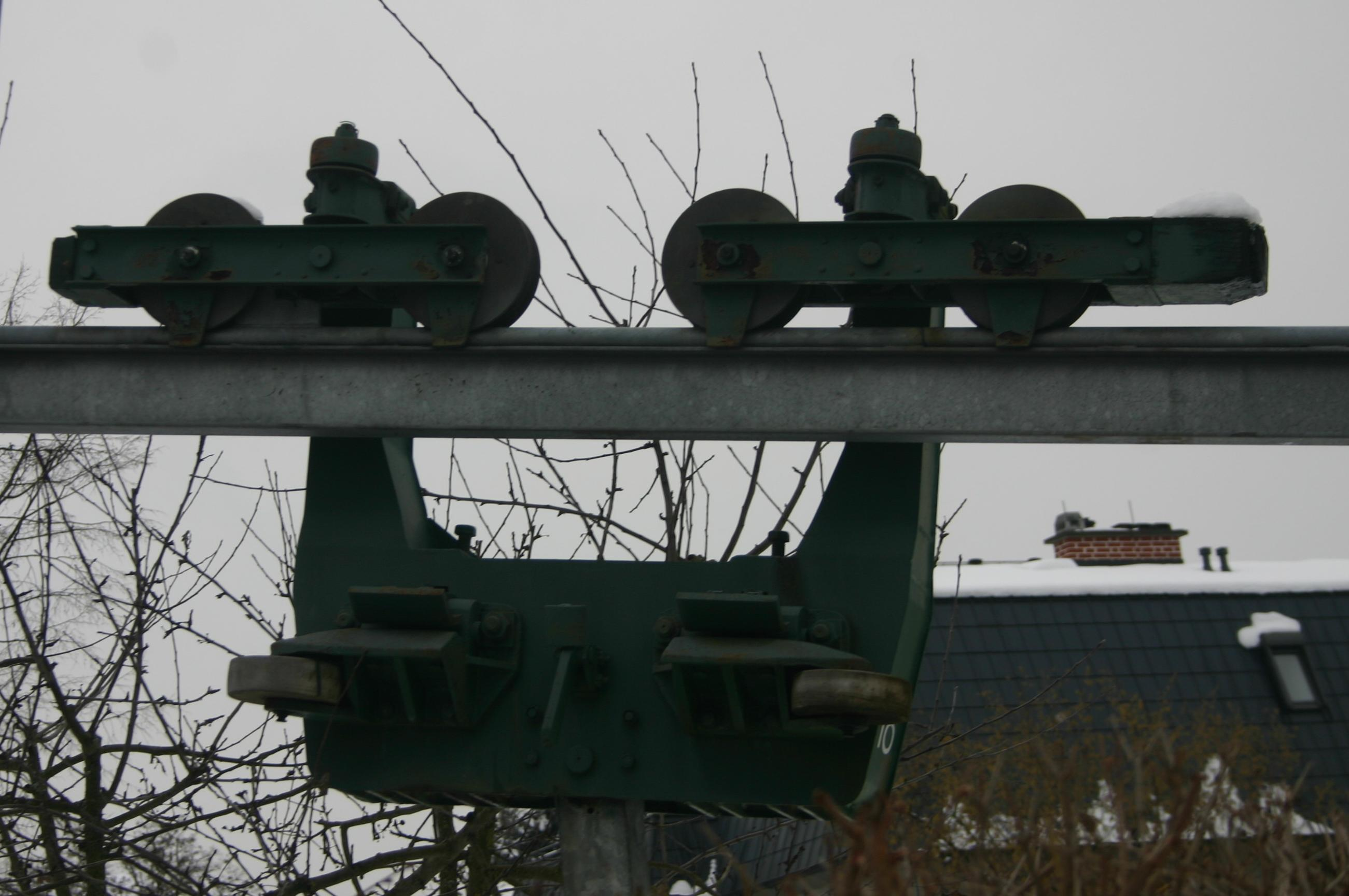
Klemme nach Wallmannsberger von der alten Schöckl-Seilbahn

Das System Wallmannsberger ist das erste automatisch betätigte Seilklemmensystem für kuppelbare Zweiseil-Umlaufseilbahnen, das vom Salzburger Ingenieur Georg Wallmannsberger 1947 entwickelt wurde.

## Geschichte
Bereits in der Zwischenkriegszeit arbeitete der Ingenieur an der Konstruktion einer Umlaufseilbahn („Gondelbahn“). Ziel von Wallmannsberger war es, die Förderleistung durch Abkupplung der Kabinen vom Zugseil in den Stationen zu erhöhen. Beibehalten wurde die damals übliche Funktionsteilung zwischen Tragseil und Zugseil. Erst die einige Jahre später entwickelte Müller-Klemme erlaubte es, dass Bahnen lediglich mit einem einzigen Drahtseil, dem sogenannten Förderseil, auskamen. Diese Klemme ermöglicht es, die Kabine in der Station automatisch vom Seil zu lösen und somit den Fahrgästen einen bequemen Ein- und Ausstieg zu bieten.
Wallmannsberger entwickelte zuerst ein Laufwerk, dessen Klemmentechnik auf den damals bei Materialseilbahnen verbreiteten Wurfhebelklemmapparaten (Schraubenklemme) von der deutschen Firma Pohlig basierte. Über dieses Laufwerk und dessen Berechnung schrieb Wallmannsberger seine Dissertation. Jedes Laufwerk besitzt zwei autarke Klemmapparate. Das Erstprojekt sah eine Anlage in den Hohen Tauern in Kärnten vor; das Projekt wurde aber nie verwirklicht.
Erst nach dem Zweiten Weltkrieg kam das System zum Einsatz: Es wurden Anlagen in Mutters (Muttereralmbahn), Sankt Gilgen (Zwölferhornbahn) oder Hallein (Salzbergbahn) der Firma Girak erstellt. Da Girak diejenige Firma war, die die meisten Anlagen mit diesem Laufwerk erstellte, bürgerte sich im Laufe der Jahre der Name „System Girak“ ein. Auf diesem Doppelklemmapparat basiert das klassische „Wallmannsbergerlaufwerk“ mit doppelter Federklemme.
Georg Wallmannsberger ließ auf eigene Kosten bei der Wiener Brückenbau und Eisenkonstruktions A. G. in Wien-Inzersdorf eine Prototypanlage erstellen. Für alle anderen Bahnen vergab er die Lizenz an verschiedene Firmen. Die ersten Seilbahnen nach dem fortan System Wallmannsberger genannten Umlaufbahnsystem baute die Schweizer Firma Theodor Bell 1949/50 in Crans-sur-Sierre. In Österreich wurden die Bahn auf den Stubnerkogel in Bad Gastein (1950) und die Schöckl-Seilbahn (1951) von der Wiener Brückenbau und Eisenkonstruktions AG sowie die Grünbergseilbahn in Gmunden (1957) von der VÖEST errichtet. Insgesamt wurden allerdings nur 28 Anlagen mit diesen Klemmen errichtet. Die letzte war 1974 die Rendlbahn von Waagner-Biro in St. Anton am Arlberg.
Neben den notwendigen zwei Seilen ist ein weiterer Nachteil, dass die Klemmen schwer und wartungsintensiv sind. Das kostengünstigere Einseilumlaufprinzip mit Müller-Schraubenklemmen setzte sich daher vorerst durch.

Eine Gondel der alten Schöckl-Seilbahn mit den Klemmen nach Wallmannsberger

## Funktionsprinzip der beiden Klemmapparate

### Wallmannsbergerlaufwerk mit zwei autarken Wurfhebelklemmapparaten, „System Girak“
Über eine schiefe Ebene wird das Fahrbetriebsmittel auf die Geschwindigkeit des Zugseiles gebracht und das Zugseil von unten in die Klemmenmäuler eingeführt. Über einen Schienenmechanismus werden beide Wurfhebel gegen die Fahrtrichtung über den oberen Totpunkt geworfen. Das Klemmenmaul schließt. Über einen Blendenmechanismus wird die korrekte Lage der beiden Wurfhebel geprüft, bevor das Fahrbetriebsmittel die Station verlässt. Ist der Wurfhebel zu tief oder zu hoch, deutet dies auf einen Fehlzustand der Klemme hin und die Anlage wird automatisch gestoppt. Das Auskuppeln funktioniert in umgekehrter Reihenfolge, jedoch ohne die abschließende Klemmenprüfung.

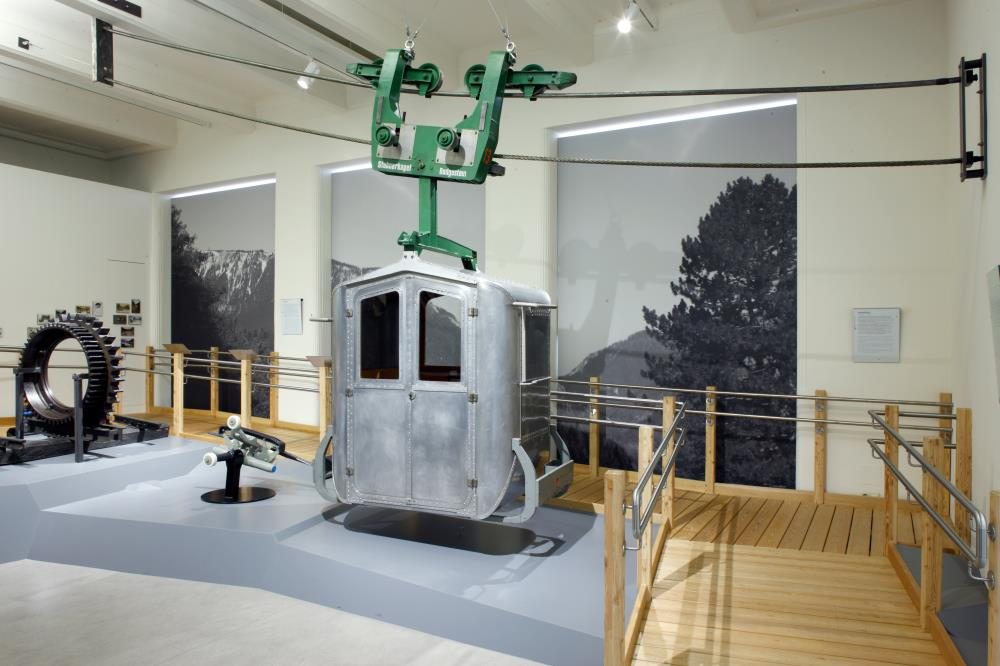
Eine Gondel der Stubnerkogelbahn mit einer Klemme nach Wallmannsberger in der Ausstellung im Technischen Museum Wien

### Wallmannsbergerlaufwerk mit doppeltem, autarkem Federklemmapparat, „System Wallmannsberger“
Das Fahrbetriebsmittel wird mittels Schwerkraft beziehungsweise Reifenbeschleuniger auf die Zugseilgeschwindigkeit gebracht. An der Kuppelstelle wird das Klemmenmaul mittels Kuppelschiene geöffnet und das Zugseil von der Seite in selbiges eingeführt. Anschließend wird das Klemmenmaul geschlossen, wobei die korrekte Lage des Zugseiles im Klemmenmaul über einen Schaltfinger in der Mitte des Laufwerkes überprüft wird. Ist das Zugseil ordnungsgemäß in den Klemmenmäulern eingeführt, so wird dies von der Sicherungseinrichtung „Klemme am Seil“ signalisiert. Diese Sicherungseinrichtung besteht aus einem Kipphebel, welcher durch das korrekt eingeführte Zugseil nach oben gedrückt wird, wodurch der Blendenschalter nicht betätigt wird. Würde eine Zwickkupplung (eine Fehllage der Zugseile in der Klemme) vorliegen, so würde der Schaltfinder durch sein Eigengewicht nach unten zeigen und den Blendenschalter betätigen, wodurch die Anlage still gesetzt werden würde. Das Auskuppeln wird in umgekehrter Reihenfolge ohne Blendensicherung durchgeführt.

## Einzelne Anlagen

### Anlagen in Österreich

#### Verbliebene Wallmannsbergeranlagen mit Wurfhebelklemme in Österreich
- Zwölferhornbahn, Sankt Gilgen (Letzter Betriebstag: 31. Dezember 2019, Abbruch und Neubau bis Herbst 2020)

#### Ersetzte Anlagen mit Wurfhebelklemme in Österreich
- Muttereralmbahn (2 Sektionen)
- Salzbergbahn Hallein (ersatzlos demontiert)
- Wurzeralmbahn
- Kitzbüheler Hornbahn

#### Verbliebene Wallmannsbergeranlagen Federklemme in Österreich
Es ist seit der Stilllegung der Grünbergbahn keine Anlage mehr in Betrieb.

### Umbauanlagen
Aktuell ist in Österreich noch eine umgebaute Anlage in Betrieb, die Kanzelwandbahn. Eine weitere umgebaute Anlage, die Eisgratbahn am Stubaier Gletscher wurde 2016 durch eine Dreiseilumlaufbahn von Leitner ersetzt. Im Falle der Eisgratbahn wurde erheblich modernisiert und die charakteristische Wallmannsbergertechnik entfernt, als die Anlage von 4er-Kabinen auf 6er-Kabinen umgerüstet wurde. Statt mit Wallmannsbergerklemmapparaten wurde die Bahn mit Girak Nockenklemmen Type B ausgerüstet.

#### Ersetzte Anlagen in Österreich
- Schöcklseilbahn,
- Stubnerkogelseilbahn (Zwei Sektionen; einige Laufwerke wurden an die Grünbergseilbahn verkauft),
- Grünbergseilbahn (in Betrieb bis 2010, wurde 2013/2014 durch Pendelbahn ersetzt)
- Rendlbahn (erste Umlaufbahn mit automatischer Türbetätigung in Österreich)

### Anlagen in der Schweiz
In der Schweiz wurden zwischen 1950 und 1966 durch die Firma Bell Maschinenfabrik in Kriens sieben Anlagen nach dem System Wallmannsberger realisiert, darunter drei Bahnen mit jeweils zwei Sektionen:
| Seilbahn                                | Inbetriebnahme | Betriebslänge | Sektionen  | Ersatz  |
| --------------------------------------- | -------------- | ------------- | ---------- | ------- |
| Crans – Merbé – Cry d'Er                | 06.05.1950     | 1850 m        | 1. Sektion | 1976    |
| Crans – Merbé – Cry d'Er                | 06.05.1950     | 1315 m        | 2. Sektion | 1976    |
| Bad Ragaz – Wildboden – Pardiel (Pizol) | 01.01.1954     | 1684 m        | 1. Sektion | 2007    |
| Bad Ragaz – Wildboden – Pizol           | 01.01.1954     | 1811 m        | 2. Sektion | 2007    |
| Kriens – Krienseregg – Fräkmüntegg      | 23.12.1954     | 2158 m        | 1. Sektion | 1995/96 |
| Kriens – Krienseregg – Fräkmüntegg      | 23.12.1954     | 2810 m        | 2. Sektion | 1995/96 |
| Celerina – Saluver (Alp Marguns)        | 14.12.1958     | 2302 m        | –          | 1991    |
| (Lungern) Turren – Schönbüel            | 30.12.1960     | 2310 m        | –          | 1999    |
| Arosa – Hörnli                          | 24.12.1963     | 3087 m        | –          | 1987    |
| Klosters – Madrisa                      | 18.02.1966     | 2252 m        | –          | 2005    |

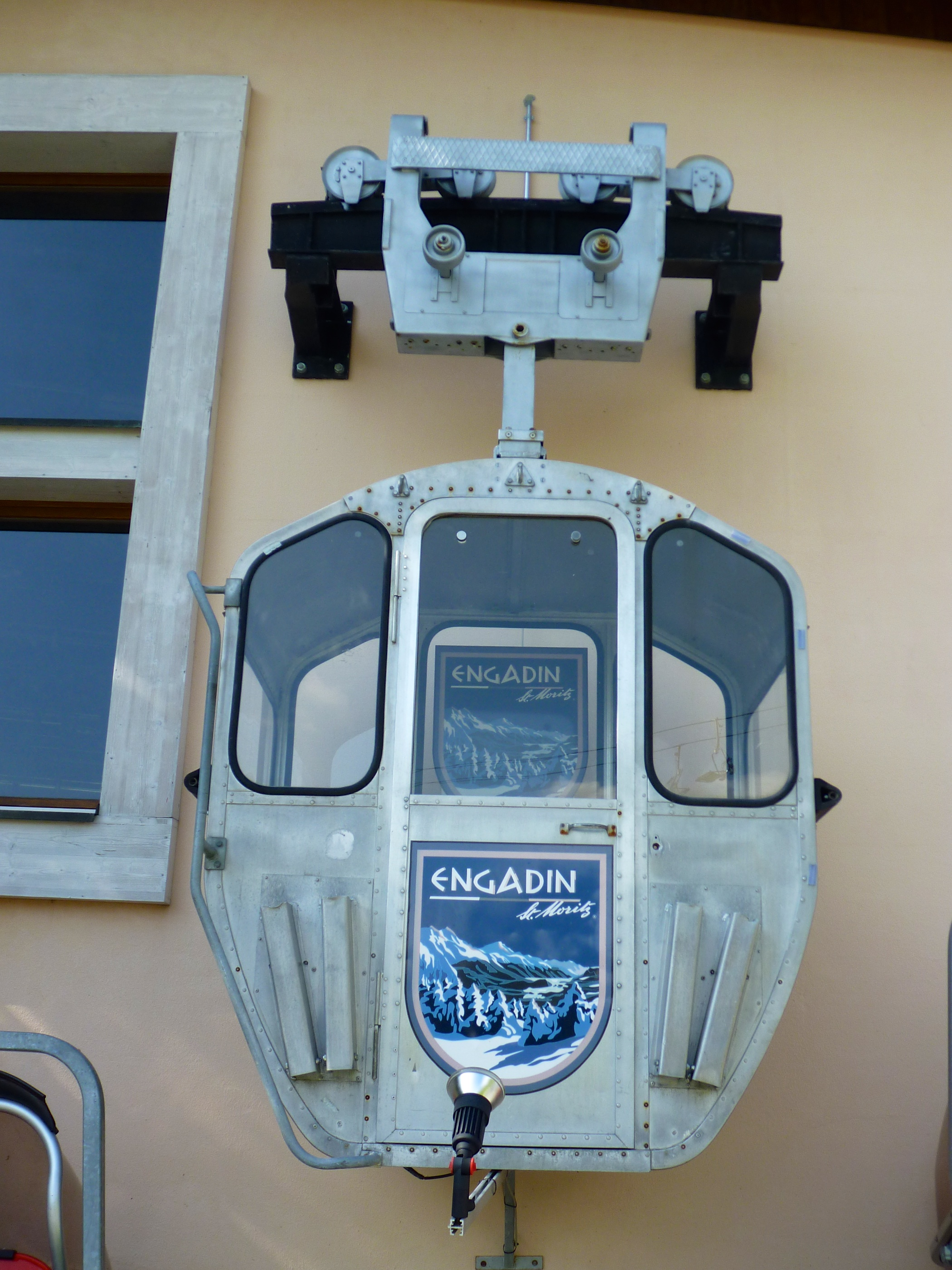
Komplett erhaltenes Betriebsmittel an der Talstation der Gondelbahn Celerina - Marguns

Die letzte aktive Gondelbahn in Bad Ragaz wurde erst 2007 – nach 53 Jahren Betriebszeit – zurückgebaut.

### Anlagen in weiteren europäischen Ländern

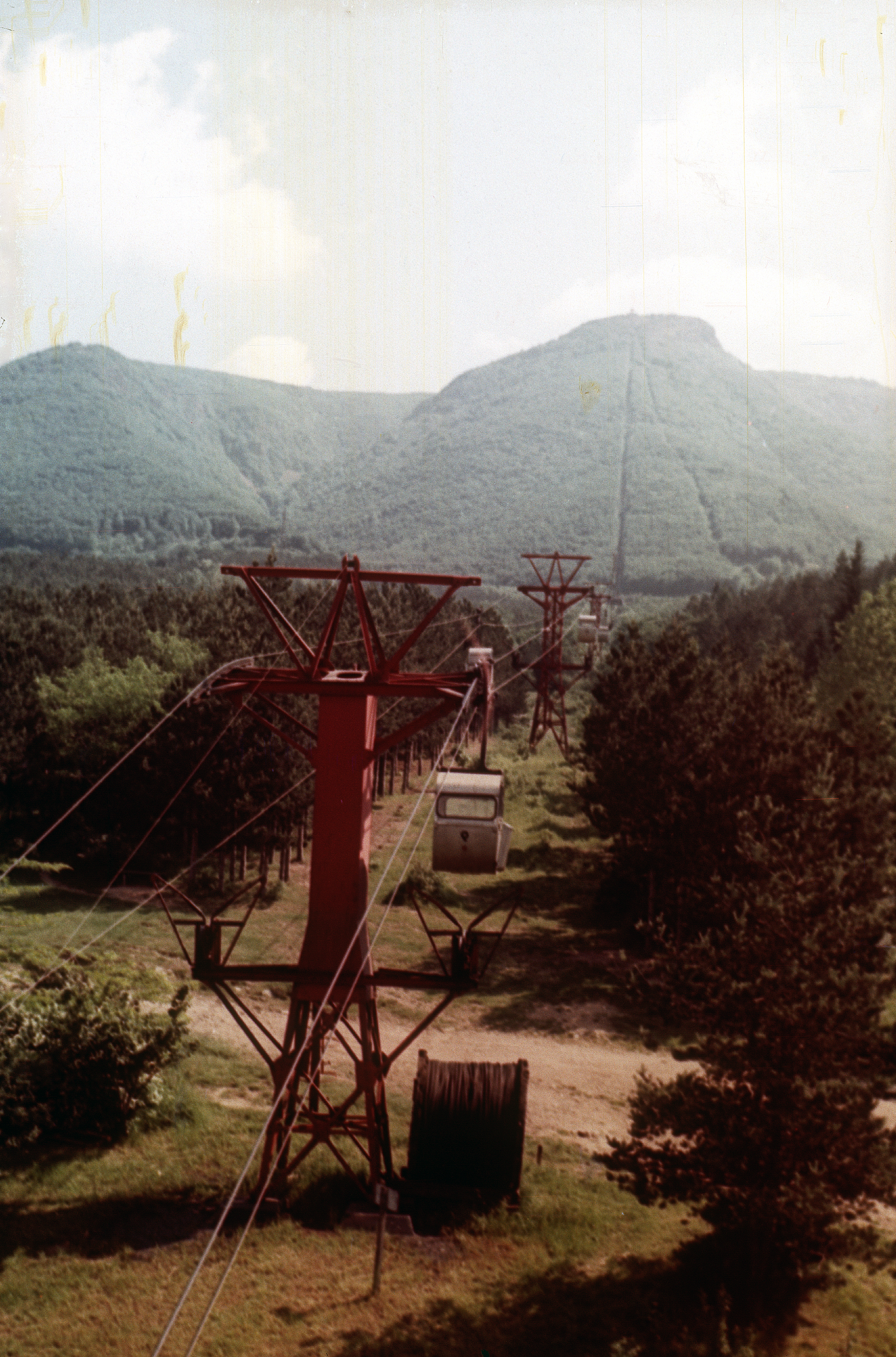
Die Gondelbahn nach Kopitoto kurz nach der Eröffnung

| Land      | Seilbahn                          | Inbetriebnahme | Betriebslänge | Hersteller  | Ersatz                                       |
| --------- | --------------------------------- | -------------- | ------------- | ----------- | -------------------------------------------- |
| Bulgarien | Knjaschewo – Fernsehturm Kopitoto | 1962           | 1960 m        | Firma Girak | seit 1995 außer Betrieb, aber nicht abgebaut |

### Anlagen in Nordamerika

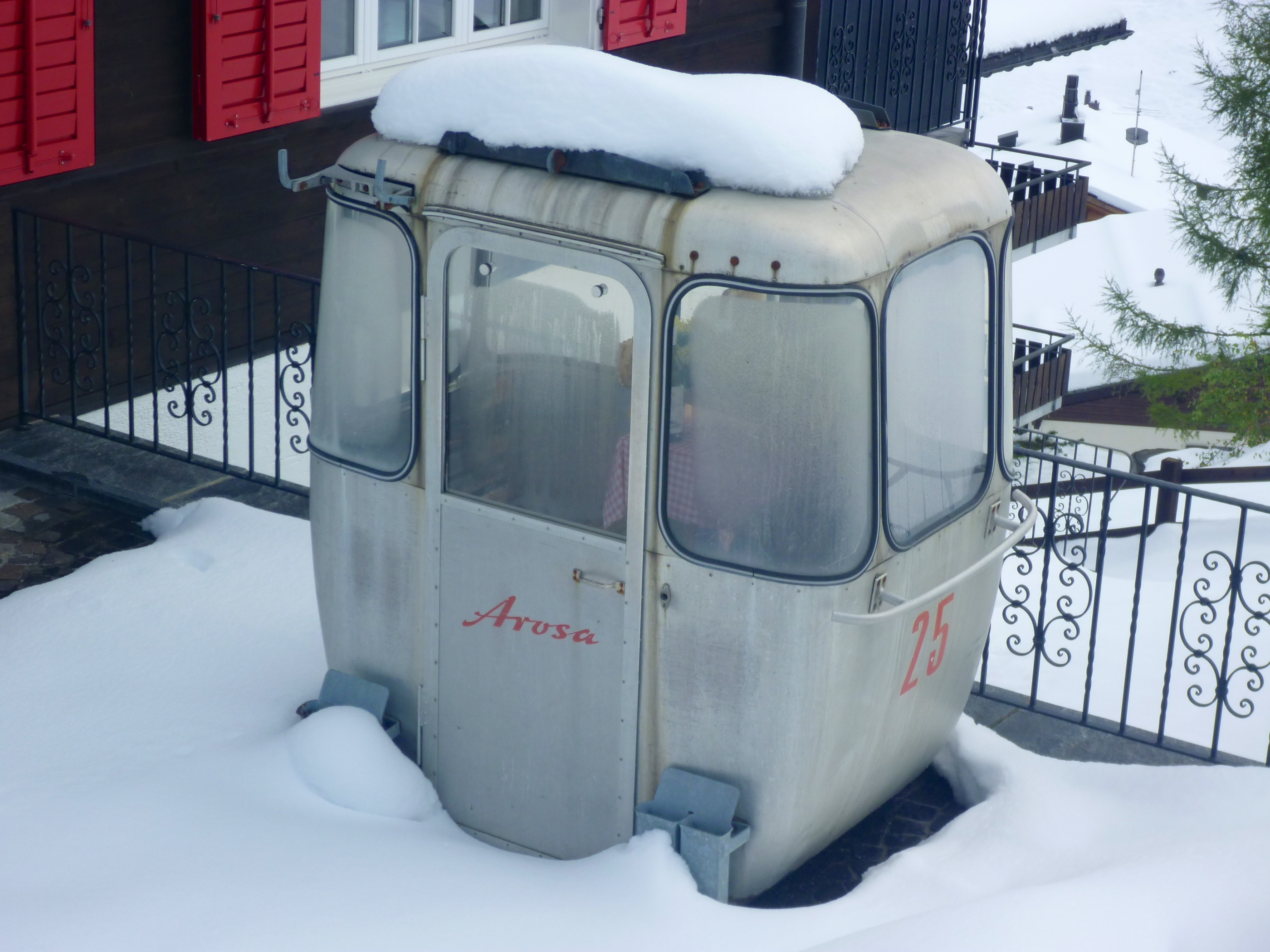
Bell-Gondeln im Design der 1960er-Jahre (hier: Arosa - Hörnli), hergestellt von Métalléger in Siders. Solche Hörnli-Gondeln wurden ab 1987 noch in Bad Ragaz eingesetzt.

Daneben baute Bell zwischen 1959 und 1970 auch noch sechs Anlagen dieses Typs in Kanada und den USA:
| Seilbahn                         | Inbetriebnahme | Ersatz     |
| -------------------------------- | -------------- | ---------- |
| Banff – Sulphur Mountain         | 1959           | in Betrieb |
| Vail – Village                   | 1962           | 1976       |
| Mammoth Mountain I & II          | 1966           | n/a        |
| Sparta – Mahogany Rock           | 1968           | n/a        |
| Vail – Lion’s Head               | 1969           | 1996       |
| Steamboat Springs – Mount Werner | 1970           | 1986       |

## Weiterentwicklung
Basierend auf der Zweiseilumlaufbahn nach System Wallmannsberger entwickelte Waagner-Biro eine moderne ZUB. Als erste Bahn dieses Types wurde die Penkenbahn in Mayrhofen realisiert. Sie besitzt ähnliche Eigenschaften wie eine Wallmannsberger Zweiseilumlaufbahn, jedoch wurden Stationseinrichtung, Laufwerke und Klemmen auf die modernen Gegebenheiten angepasst. So kommt statt einer Federdoppelklemme eine Einzelklemme (Girak Nockenklemme Type B) für die Kabinen mit 15 Personen Fassungsvermögen zum Einsatz. Gleiches Prinzip wurde auch bei der Eisjochbahn am Stubaier Gletscher angewandt, wenngleich die Anlage nur modernisiert wurde. Nachdem die Seilbahnsparte von Waagner-Biro an die Leitner AG verkauft wurde, belebte Leitner den Markt für Zweiseilumlaufbahnen (ab jetzt 2S genannt) neu. Laufwerke und Stationen wurden abermals komplett überarbeitet und auf moderne modulare Systeme umgestellt. Statt der Nockenklemme kommt nun eine einfache, aus der Kuppelklemme für Einseilumlaufbahnen abgeleitete Federklemme zum Einsatz.